# Your Heart Belongs to Me (The Supremes)
"Your Heart Belongs to Me" is een van de eerste singles uitgebracht door de bekendste Motown groep, The Supremes. Het nummer was niet succesvol, het haalde namelijk slecht net de top 100 op de poplijst. Het nummer is geschreven door een andere Motown artiest, Smokey Robinson. Er zijn verschillende versies van het nummer geperst, namelijk met en zonder echo.
De B-kant van de single is "(He's) Seventeen". Dat nummer werd onder andere geschreven door de toenmalige vrouw van Berry Gordy, directeur van Motown, Raynoma Liles.

## Bezetting bij The Supremes
- Lead: Diana Ross
- Achtergrondzangeressen: Mary Wilson en Florence Ballard
- Instrumentatie: The Funk Brothers
- Schrijvers: Smokey Robinson
- Productie: Smokey Robinson